# 피터 쿠퍼
피터 쿠퍼(Peter Cooper, 1791년 2월 12일~1883년 4월 4일)는 미국의 사업가, 발명가, 자선가로 미국 대통령 후보가 된 적도 있는 인물이다. 그는 미국에서 처음으로 증기기관차를 설계, 제조하였고, 뉴욕의 맨해튼에 과학 기술 발전을 위한 쿠퍼 유니언을 설립했다.

## 어린 시절
피터 쿠퍼는 뉴욕에서 네덜란드인, 영국인, 위그노 등을 조상으로 가진 가계에 태어났다. 뉴욕주 뉴버그 출신의 감리교 모자 장인이었던 존 쿠퍼 다섯 번째 아들이었다. 마차 용 차량 장인의 도제, 가구장인, 모자 장인, 맥주 양조업자, 잡화 점원 등으로 일을 하였고, 만물점에서 장사를 하고 있을 때, 판매용으로 피복을 절단하는 기계를 발명하였고, 이리 운하에서 배를 견인하는데 사용하기 위해 드윗 클린턴이 승인한 무한 체인을 개발하고 그것을 팔려고 시도했지만 결국 팔 수 없었다.
1821년 쿠퍼는 인근 도축장에서 원시 재료를 조달할 수 있는 선피쉬 폰드에 접한 위치에 있는 접착제의 제조 공장을 2,000달러에서 구입하고 그것을 몇 년 동안 성공적으로 운영하여, 접착제, 시멘트, 젤라틴, 아이신글래스 같은 것의 새로운 제조법을 개발하여 2년도 채 되지 않아 10,000달러의 이익을 창출했다. 그리고 마을에서 제일가는 가죽의 무두질업자, 페인트 제조자, 의류 판매 업체가 됐다. 그가 성공적으로 운영하는 공장에서 나온 폐수가 결과적으로 연못을 심하게 오염시켜버렸기 때문에 1839년에 연못에 물을 빼고, 매립해야만 했다.

## 사업 경력

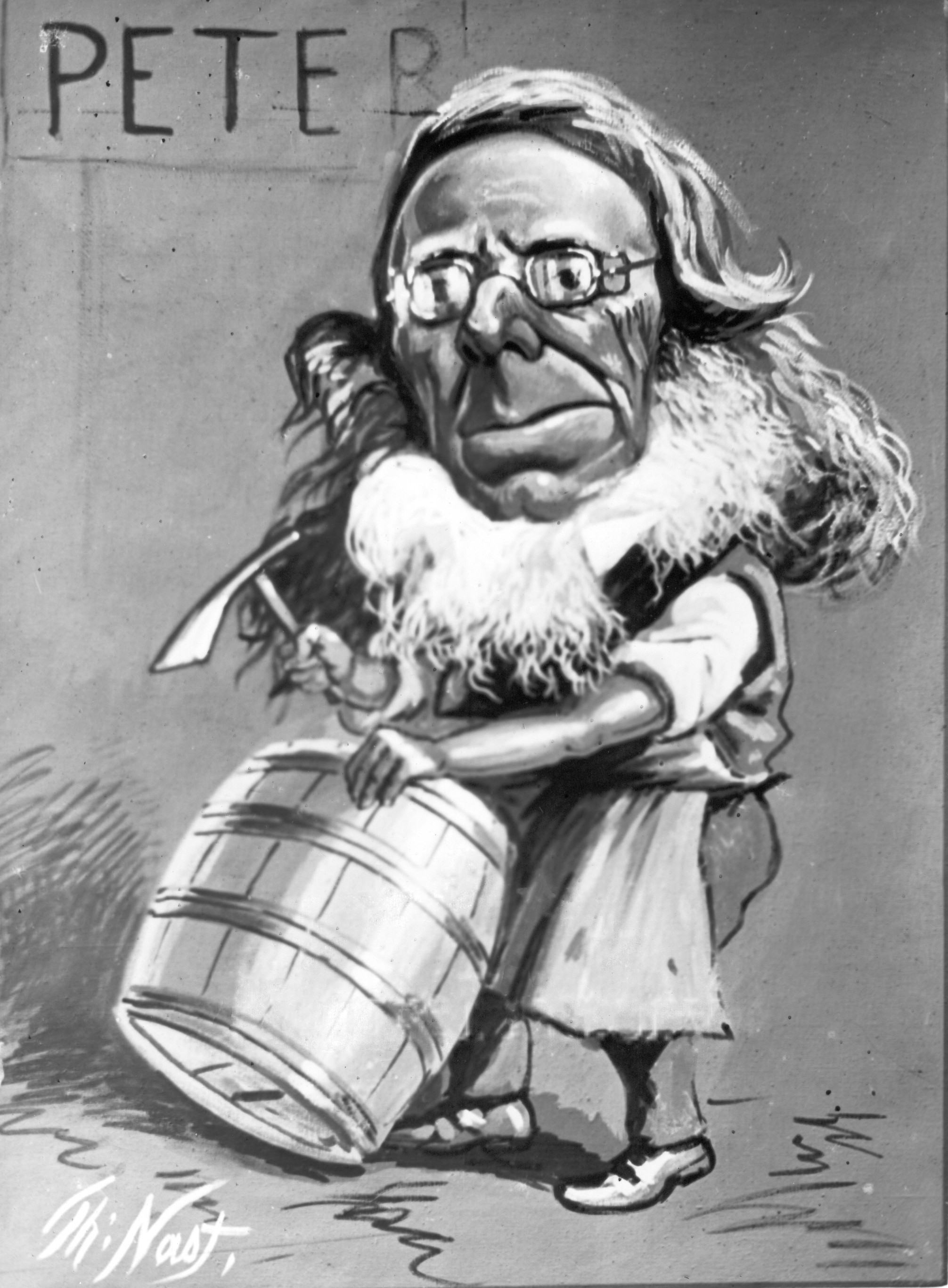
토머스 내스트가 그린 피터 쿠퍼 카툰

제안된 볼티모어 앤 오하이오 철도에 의해 메릴랜드의 땅값이 오를 것이라고 설득을 받았기 때문에, 쿠퍼는 1828년에 사업의 이익분을 이용하여 그곳에 약 12km2의 땅을 구입했다. 그리고 거기에 개발을 시작하여, 습지를 배수하고, 언덕 평탄화 작업을 하다가 그 땅에서 철광석을 발견했다. 그의 철광석에서 철 레일을 생산하였고, 당연히 볼티모어 앤 오하이오 철도가 그것을 사줄 것을 기대하며 그는 볼티모어에 캔턴 공장을 설립하였다. 철도가 기술적인 문제에 직면했을 때는, 1830년에 소총의 총신과 그가 뉴욕에 있었던 시절에 만지작거리던 머스킷의 총신과 작은 증기 기관 등을 포함한 다양한 오래된 부품을 조립하여 톰 썸(Tom Thumb)이라는 증기 기관차를 그들을 위해 만들었다. 투자자들에게 볼티모어 앤 오하이오 철도의 주식을 살 것을 부추길 만큼 이 기관차는 만족스러운 성공을 거두었고, 이를 통해 회사는 쿠퍼가 생산하는 철 레일을 살 수 있게 했고, 쿠퍼는 최초로 한 재산을 챙길 수 있었다.
쿠퍼는 1836년부터 뉴욕에서 철 압연 공장을 운영하기 시작했고, 그래서 무연탄을 사용하여 교반 정련법을 처음으로 성공시켰다. 쿠퍼는 이후 공장이 필요로 하는 원자재 공급원에 가까운, 델라웨어 강을 따라 뉴저지주 트렌튼으로 공장을 이전시켰다. 그의 아들인 에드워드 쿠퍼와 사위인 에이브러햄 S. 휴이트는 이후에 이 트렌톤 공장을 2,000명을 고용하는 거대 복합 공장으로 확대하고 원재료에서 완제품까지 만들어 내는 시설로 확장시켰다.
쿠퍼는 자신이 발명한 젤라틴의 제조에 관한 것 등 많은 특허를 소유하고 있었으며, 그 생산에 관한 표준을 개발했다. 젤라틴 제조 특허는 이후에 코프 시럽을 제조하는 업자에게 매각되었으며, 그 업체가 포장된 모양을 개발하고 그 아내가 젤오라는 이름을 붙였다.
쿠퍼 이후 부동산과 보험에 투자하여, 뉴욕 시에서도 손꼽히는 부자가 되었다. 그럼에도 불구하고, 그는 부가 부를 창출한 상태였지만, 그 나이도 비교적 검소한 생활을 하고 있었다. 그는 검소하고, 수수한 옷을 입었고, 집 하인도 2명으로 제한했다. 아내가 고가의 세련된 마차를 구입했을 때, 그는 이것을 반품하고 더 조용하고 저렴한 것으로 교체했다. 쿠퍼는 비록 1850년에 더 고급스런 그래머시 파크 근처로 이사를 했지만, 뉴욕 앤 할렘 철도가 정차장을 집 바로 앞에 세우고 가축 차를 멈추게 했어도, 4 애비뉴와 28번가에 있는 집에 남았다.
1854년 쿠퍼는 그래머시 파크에 있는 사이러스 웨스트 필드의 집에서 뉴욕 뉴펀들랜드 앤 런던 전신 회사를 설립하려고 모인 5명 중 1명으로, 1855년 이후 경쟁 업체를 인수해 미국 내에 확장을 통해 애틀랜틱 코스와 걸프 해안 주들에서 전신망 대한 광범위한 지배권을 얻었다. 그는 아메리칸 텔레그래프의 설립에도 참여하여, 이 회사는 이후 합병으로 웨스턴 유니온의 일부가 되었다. 그는 1858년에 최초의 대서양 횡단 전신 케이블을 부설하는 것을 감독했다.

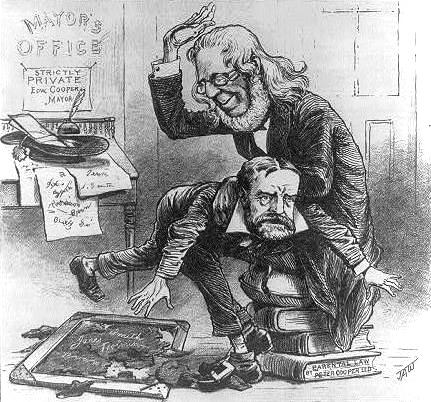
1879년 Puck 카툰은 쿠퍼가 뉴욕 시장인 아들, 에드워드 쿠퍼의 엉덩이를 때리는 것을 보여주고 있다

## 정치
1840년 쿠퍼는 뉴욕 시의원이 되었다.
남북 전쟁 이전 쿠퍼는 노예제도 폐지 운동에 열성적이었며, 기독교의 개념을 적용하여 사회 문제를 해결하고자 하고 있었다. 남북 전쟁에서는 북군의 강한 옹호자였으며, 또한 정부가 지폐를 발행하는데는 적극적인 지지자였다.
리디아 마리아 차일드의 저서에 영향을 받은 쿠퍼는 인디언 개혁 운동에 참여하게 되어 개인적으로 자금을 내고 미국 인디언위원회를 설립했다. 윌리엄 닷지와 헨리 비처 등도 참여한 이 조직은 미국의 인디언 보호와 지위 향상, 그리고 서부의 분쟁을 방지하는 것을 목적으로 하고 있었다.
쿠퍼의 노력에 의해 율리시스 그랜트 대통령의 평화 정책을 감독하는 인디언 중재자위원회가 설립되었다. 1870년부터 1875년 사이 쿠퍼는 워싱턴 D.C.와 뉴욕 등 동부 도시에 인디언이 대표자를 파견하는 비용을 제공했다. 이러한 대표들은 인디언의 권리 옹호와 대중을 만나 미국 인디언 정책에 관한 연설을 했다. 연설한 것은 레드 클라우드, 리틀 레이븐, 알프레드 미첨, 마독 족, 클래머스 족 인디언 대표들이었다.
쿠퍼는 금본위제와 채무에 근거한 통화 제도를 열심히 비판했다. 1873년부터 1878년까지의 불황을 통해, 그는 고리야말로 오늘날의 최대의 정치적 문제라고 말했다. 그는 신용에 따라 정부가 발행하는 지폐를 강력히 지지했다. 1883년에 그의 공공 문제에 관한 연설과 편지, 기사 등은 《좋은 정부의 과학을 위한 생각》(Idea for a Science of Good Government)이라는 책에 정리되었다.

### 대통령 후보
1876년 미국 대통령 선거에서 쿠퍼는 당선 가능성은 없지만 그린백 당 후보로 출마를 권유받았다. 그와 함께 선거에 나선 부통령 후보는 새뮤얼 캐리였다. 대선 활동에는 25,000 달러 이상의 비용이 들었다. 당시 85세였던 쿠퍼는 정당이 미국 대통령 선거에 지명한 사람으로는 사상 최고령이었다. 선거는 공화당의 러더퍼드 B. 헤이스의 승리로 돌아갔다. 또한 쿠퍼는 당선되지 못한 다른 후보자, 민주당의 새뮤얼 J. 틸던에게도 투표에서 패배했다.

### 정치인 일가

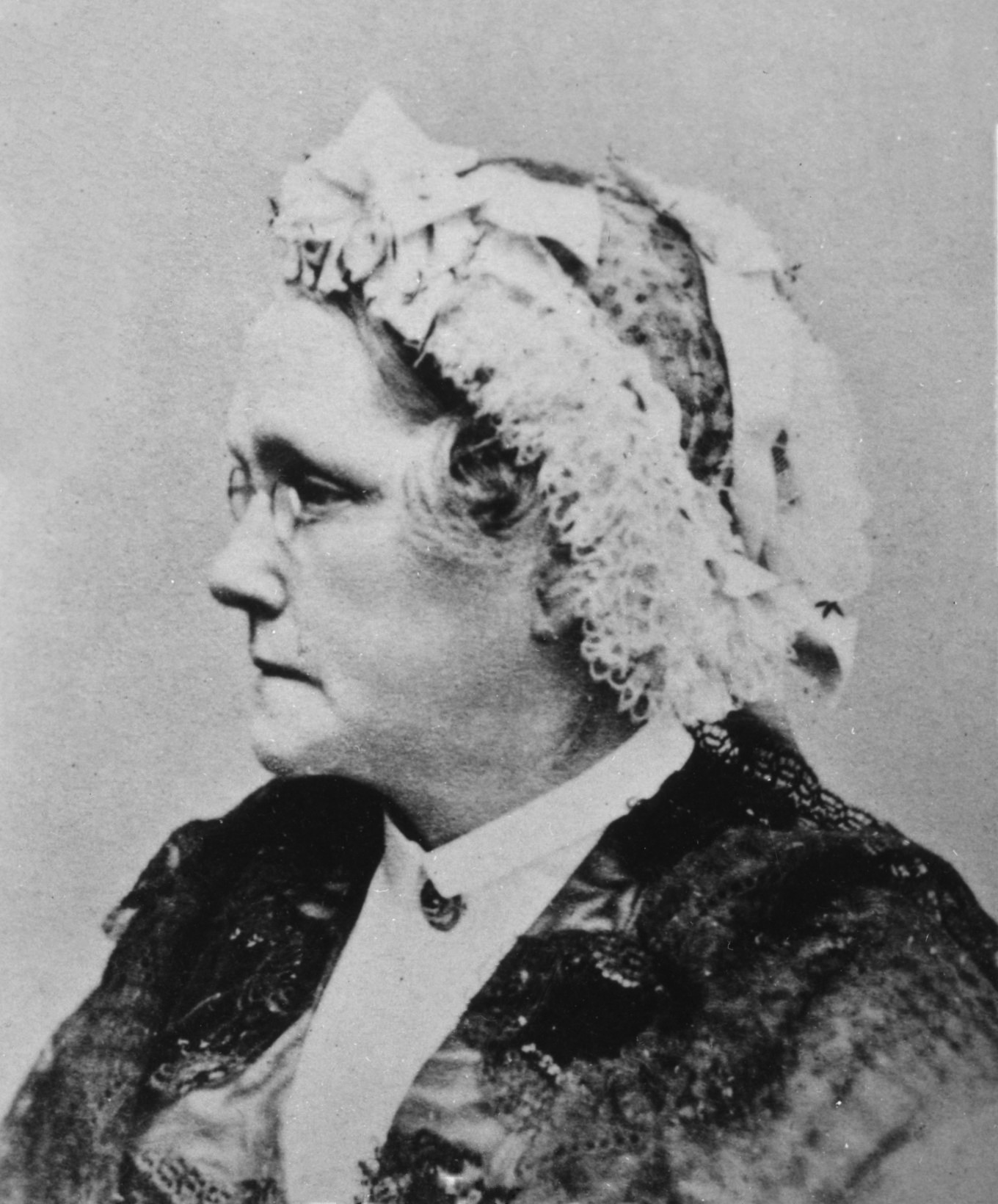
새라 쿠퍼

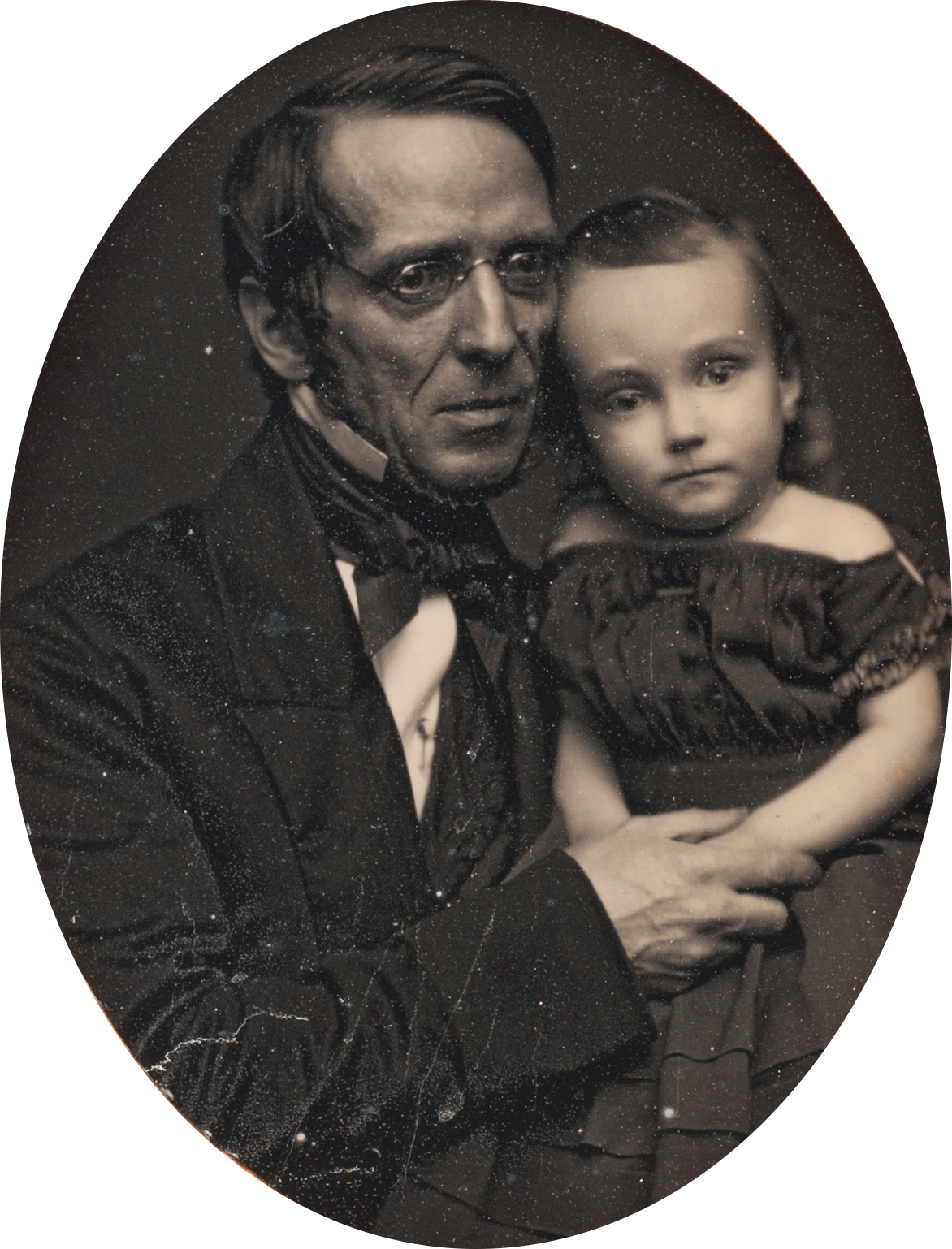
피터 쿠퍼가 손자 중 한명으로 추측되는 아이들 안고 포즈를 취하고 있다

1813년 쿠퍼는 새라 베델(Sarah Bedell, 1793년 - 1869년)와 결혼하여 여섯 자녀를 얻었다. 그러나 아들 에드워드와 딸 새라 아멜리아(Sarah Amelia)만 살아남았다. 이후 에드워드는 이후 뉴욕 시장이 되었고, 또 새라 아멜리아의 남편 에이브러햄 휴이트도 발명과 산업계에 큰 관여를 한 인물이었다.
쿠퍼의 손녀인 새라 쿠퍼 휴이트, 엘리너 가니아 휴이트 에이미 휴잇 그린 쿠퍼 휴잇 내셔널 디자인 박물관 (Cooper-Hewitt National Design Museum, 당시 쿠퍼 휴이트 박물관이라는 이름이었다)을 1895년에 설립했다. 처음에는 쿠퍼 유니언의 일부였으나 1967년부터는 스미스소니언 협회의 일부가 되었다.

## 종교
쿠퍼는 유니테리언 신자로 헨리 휘트니 벨로우즈의 예배에 정기적으로 참석하고 있었다. 종교관은 보편주의에 무종파주의였다. 1873년에 그는 다음과 같이 적고 있다.
기독교의 스승들이 구속하는 힘과 모순되는 교리와 인간의 의사의 체계를 초월하는 날을 나는 생각하고 있다. 그때 그들은 하느님의 자비에 의해 인류를 정부의 사랑에 조화시키도록 호소하는 것이다. 현재 그리고 미래 인류의 마음에 천국을 일으킬 수 있는 유일한 정부이다.

## 쿠퍼 유니언
쿠퍼는 오랫동안 성인 교육에 관심을 가지고 있었다. 그는 공립학교 협회의 회장을 맡고 있었다. 공립학교 협회는 뉴욕에서 시의 예산을 사용하여 대안학교를 운영할 수 있는 민간 기관이었고, 1848년 야간 학교를 개설했다. 쿠퍼는 파리의 에콜 폴리테크니크(École Polytechnique)와 비슷한 무료 학교를 뉴욕에 설립하겠다는 생각을 품었다. 그곳에서는 무료로 성인에게 기계 공학이나 과학 등의 실용적인 교육을 제공하고 노동자 계급의 젊은 남녀가 사업에 성공할 수 있도록 원조를 하려고 했다.
1853년, 그는 뉴욕에서 사립대학의 과학 기술 발전을 위한 쿠퍼 유니언에 착공하여 1859년에 60만 달러의 비용을 들여 건물을 완성했다. 쿠퍼 유니언에서는 남녀 모두 똑같이 배울 수 있는 자유 입학제 야간 클래스를 개강했다. 2,000여명의 수강생이 처음 개강을 할 때 수강했지만 600명은 이후 탈락했다. 강의는 남녀 구분이 없었고, 여성도 남성과 마찬가지로 취급되었지만, 학생의 95%는 남성이었다. 쿠퍼는 여성 예술 학교도 설립하고, 낮에는 판화, 석판 인쇄, 도자기 그림 그리기, 드로잉 등의 강좌를 개강했다.
이 새로운 학교는 바로 커뮤니티의 핵심이 되었다. 그레이트 홀은 당시 매우 중요한 도시 문제에 대해 토론할 수 있는 장소로 색다른 급진적인 생각도 배제될 수는 없었다. 이 외에도 쿠퍼 유니언 도서관 근처의 애스터 도서관, 상업 도서관, 뉴욕 소사이어티 도서관 등과 달리 밤 10시까지 영업하였으며, 이것은 근로자들이 일을 마친 후 이용할 수 있도록 배려한 것이었다.
오늘날, 쿠퍼 유니온은 건축, 공학, 예술 등의 분야에서 미국에서도 선진적인 대학으로 인식되고 있다. 피터 쿠퍼의 대학 교육은 무료로 한다는 신념을 이어 쿠퍼 유니온은 모든 학생들에게 전액 장학금을 지급하고 있다.

## 유산
피터 쿠퍼는 1883년 4월 4일에 92세의 나이로 사망했다. 브룩클린의 그린우드 묘지에 안장되었다. 쿠퍼 유니언 외에 맨해튼 공동 주택, 스터이베슨트 타운, 피터 쿠퍼 빌리지, 뉴저지주 링우드에 있는 피터 쿠퍼 초등학교, 피터 쿠퍼 역 우체국, 그리고 맨해튼에 있는 쿠퍼 스퀘어가 그의 이름을 따서 명명되고 있다.